# Frédéric Peiremans
Frédéric Peiremans (Nivelles, 3 de setembre de 1973) és un exfutbolista belga, que ocupava la posició de migcampista.
Va iniciar-se a les files de l'RSC Anderlecht. Posteriorment va militar al Charleroi belga i al Twente neerlandès. La part final de la seua carrera la passa al País Basc, on no arriba a debutar ni amb la Reial Societat ni amb la SD Eibar, abans de retirar-se el 2002. Ha estat internacional amb Bèlgica en tres ocasions.